# Ozero Zaprudnoe
Der Ozero Zaprudnoe (englische Transkription von russisch Озеро Запрудное Osero Saprudnoje) ist ein See in den Prince Charles Mountains des ostantarktischen Mac-Robertson-Lands. Er liegt unmittelbar östlich des Beaver Lake und ostsüdöstlich der Aramis Range.
Russische Wissenschaftler benannten ihn. Der weitere Benennungshintergrund ist nicht überliefert.